# 2003 QT90
2003 QT90 est un objet transneptunien faisant partie des cubewanos. 

## Caractéristiques
2003 QT90 mesure environ 242 km de diamètre.